# Powernet (textil)

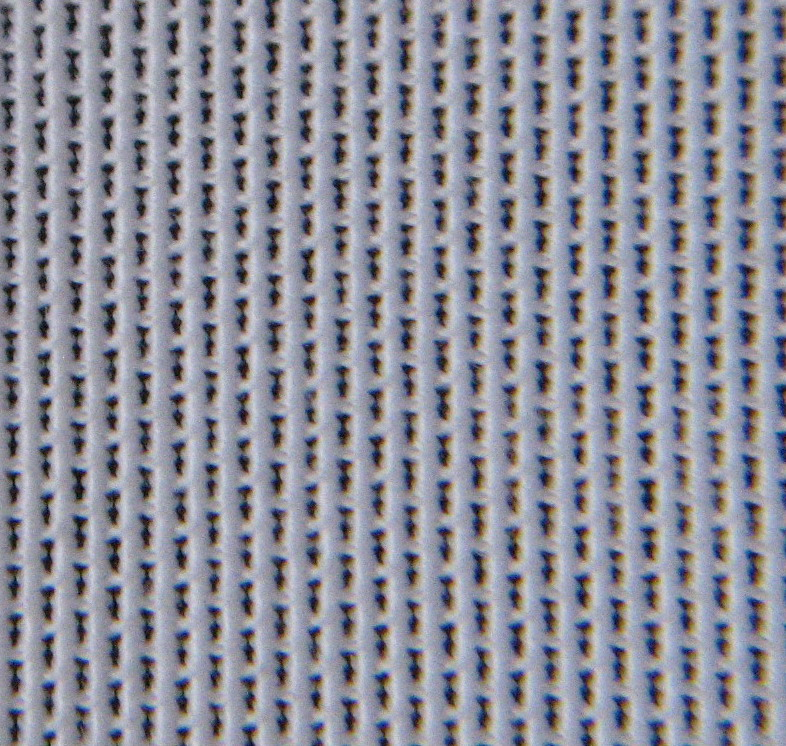
Powernet zhotovený na rašlu

Powernet, velmi často nazývaný powermesh, je obchodní označení jemné síťové osnovní pleteniny, podélně i příčně vysoce elastické.
Výrobci sice někdy udávají, že oba názvy označují pleteniny s jistými rozdíly ve vlastnostech a použití (powernet se používá většinou na dámské spodní prádlo, zatímco elastičtější powermesh je určen pro sportovní oděvy), ale v praxi se oba pojmy běžně zaměňují.

## Z historie powernetu
Pletenina se původně používala jako podšívka na ochranných oděvech pro rytíře, koncem 19. století se z ní začalo vyrábět prádlo a teprve od 80. let 20. století přivedla britská firma Aertex powernet k širokému použití na dámské prádlo a na oblečení k aktivnímu sportu. V 21. století se powetnet stále ještě vyrábí ve Velké Británii, ale větší množství tohoto zboží pochází z Číny, Indie a Pákistánu.

## Způsob výroby
Powernet se vyrábí se z polyesterových nebo polyamidových filamentů s příměsí nejméně 5 % elastických vláken. Vazební struktura osnovní pleteniny zajišťuje dobrou prodyšnost (2-6 otvorů na cm) a roztažnost (nejméně 50 %). Vyrábí se zpravidla na rašlech vybavených (v optimálním případě) 4 kladecími přístroji např. z polyesterového filamentu 7,8 tex a spandexu 23,3 tex. (Hotové zboží má tažnou pevnost 300 N a roztažnost 283 %). 

## Použití
Především: dámské prádlo, podšívka, oděvy pro aktivní sport, podklady na sítotisk 